# 芽生Drive
《芽生Drive》，是日本樂團marble的首張單曲。2007年2月21日由Lantis發行，商品編號為LACM-4347。

## 概況
- 是電視動畫《向陽素描》的片尾曲
- 「凛」原是marble在獨立時代的單曲「Christmas Gentei Free CD」中的一首曲目，此為二次CD化。
- CD封面為伊藤良明製作。
- Lantis的Remix專輯「@Lantis NonStop Dance Remix Vol.2」（LACA-5768）收錄了此單曲的Remix版本。

## 收錄曲
1. - 4:43
作詞：micco；作曲、編曲：菊池達也
電視動畫《向陽素描》片尾曲
2. 凛 - 6:19
作詞、作曲：micco；編曲：菊池達也
3. （instrumental）
4. 凛（instrumental）